# Camaroglobulus resinae
Camaroglobulus resinae är en svampart som beskrevs av Speer 1986. Camaroglobulus resinae ingår i släktet Camaroglobulus och familjen Mytilinidiaceae.   Inga underarter finns listade i Catalogue of Life.